# USS Hackleback (SS-295)
L'USS Hackleback (SS-295) est un sous-marin de la classe Balao construit pour l'United States Navy pendant la Seconde Guerre mondiale. 
Construit au chantier naval de William Cramp and Sons de Philadelphie, en Pennsylvanie, sa quille est posée le 15 août 1942, il est lancé le 30 mai 1943, parrainé par Mme W. L. Wright, et mis en service le 7 novembre 1944, sous le commandement du lieutenant commander Frederick E. Janney.

## Historique
Après une formation et des croisières au large de la Nouvelle-Angleterre, aux États-Unis, le Hackleback est affecté à la Fleet Sonar School à Key West, en Floride, puis dans la zone du canal de Panama pour une formation complémentaire. À la fin de janvier 1945, le navire atteint Pearl Harbor, au cours duquel il entreprend sa première patrouille de guerre le 6 mars. Dans la soirée du 6 avril 1945, il établit un contact radar avec la force japonaise centrée sur le cuirassé Yamato ; ses appels radio et ses avertissements au quartier général de la cinquième flotte ont permis aux avions de la Force opérationnelle 58 de tendre une embuscade et de détruire les navires ennemis, connue sous le nom d'opération Ten-Gō.
Sa deuxième patrouille de guerre l’emmène dans les eaux au large des îles Sakishima dans les îles Ryukyu, au Japon, chargé de secourir les pilotes abattus. Il est également engagé dans certains bombardements à terre. Après une frappe aérienne sur Shokoto Sho le 7 juillet (73 obus tirés), le submersible vers route vers Guam.
Sa troisième patrouille de guerre prend fin en quelques heures après avoir reçu la nouvelle de la reddition japonaise le 14 août. Retiré du service en mars 1946, il est placé en réserve avec la flotte de réserve du Pacifique au Mare Island Naval Shipyard à Vallejo, en Californie, et est vendu pour démolition en 1968.  